# Laura Ferrarese
Laura Ferrarese es una investigadora en ciencia espacial en el Consejo Nacional de Investigación de Canadá, nacida en Italia.

## Biografía
Nace en Padua, Italia y estudió en la casa de altos estudios natal, yendo a EE. UU. para obtener un PhD en física por la Universidad Johns Hopkins en 1996. Deviene profesora en Rutgers University en 2004. También trabajó en el Instituto de California de Tecnología. 
Fue nombrada conferenciante visitante para la Helen Sawyer Hogg Conferencia de Premio en 2014.
Es presidenta de la Sociedad Astronómica canadiense. Es una dirigente reconocida en búsqueda de supermasivos agujeros negros. Ha dirigido varias investigaciones sobre galaxiaS importantes con el Telescopio espacial Hubble y el Observatorio Canada, Francia, Hawái.